# Jovana Gogić
Jovana Gogić (* 31. März 1993) ist eine serbische Volleyballspielerin.

## Karriere
Gogić begann ihre Karriere bei Postar 064 Belgrad. Mit dem Verein gewann die Zuspielerin 2008 das nationale Double aus Meisterschaft und Pokal. Im gleichen Jahr debütierte sie in der serbischen Nationalmannschaft. In der folgenden Saison gelang ihr mit Postar die Titelverteidigung in beiden Wettbewerben. Später spielte die Serbin, die auch die bosnische Staatsangehörigkeit besitzt, bei Jedinstvo Stara Pazova. 2011 wechselte Gogić zum Schweizer Erstligisten VBC Voléro Zürich. Ende November 2013 wurde sie vom deutschen Bundesligisten VT Aurubis Hamburg verpflichtet. Dort durfte sie allerdings im Challenge Cup nicht mitspielen. In der Bundesliga-Saison verlor der Verein alle Spiele. 2014 wechselte Gogić zurück in die Schweiz zu Sm’Aesch Pfeffingen.